# Російська соціал-демократична робітнича партія (більшовиків)
Російська соціал-демократична робітнича партія (більшовиків), РСДРП (б) — очолювана Володимиром Леніним з весни 1917 року по березень 1918 року, більшовицька фракція РСДРП. У жовтні 1917 року організувала збройне повстання проти Тимчасового уряду і захопила владу в Росії (див. Жовтневий переворот).

## Історія

### 1903—1905

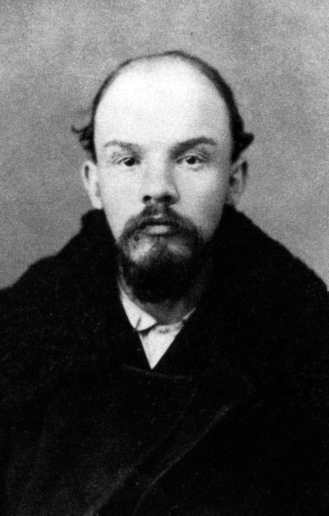
Лідер «більшовиків» В. І. Ленін. Фото 1895 р.

Термін «більшовики» виник у результаті розколу, що виник на II з'їзді РСДРП (Брюссель — Лондон, 1903). Делегати не змогли прийти до єдиної думки з питання про принципи організації партії. Володимир Ленін і Юлій Мартов запропонували дві різні редакції пункту про членство в партії (Див. табл.) :
| Юлій Мартов | Володимир Ленін |
| --- | --- |
| «Членом РСДРП вважається всякий, що приймає її програму, підтримує партію матеріальними засобами і надає їй регулярне особисте сприяння під керівництвом однієї з її організацій» | «Членом партії вважається кожен, хто визнає її програму і підтримує партію як матеріальними засобами, так і особистою участю в одній з партійних організацій» |

Незважаючи на невелику різницю у формулюванні, саме вона послужила формальною причиною розколу. Якщо Мартов виступав за масову партію, членом якої міг бути як свідомий учасник політичних процесів, так і учасник, який ані трохи не розбирається в політиці, то Ленін виступав за кадрову партію, в якій кожен член був би зобов'язаний брати в політиці особисту участь.

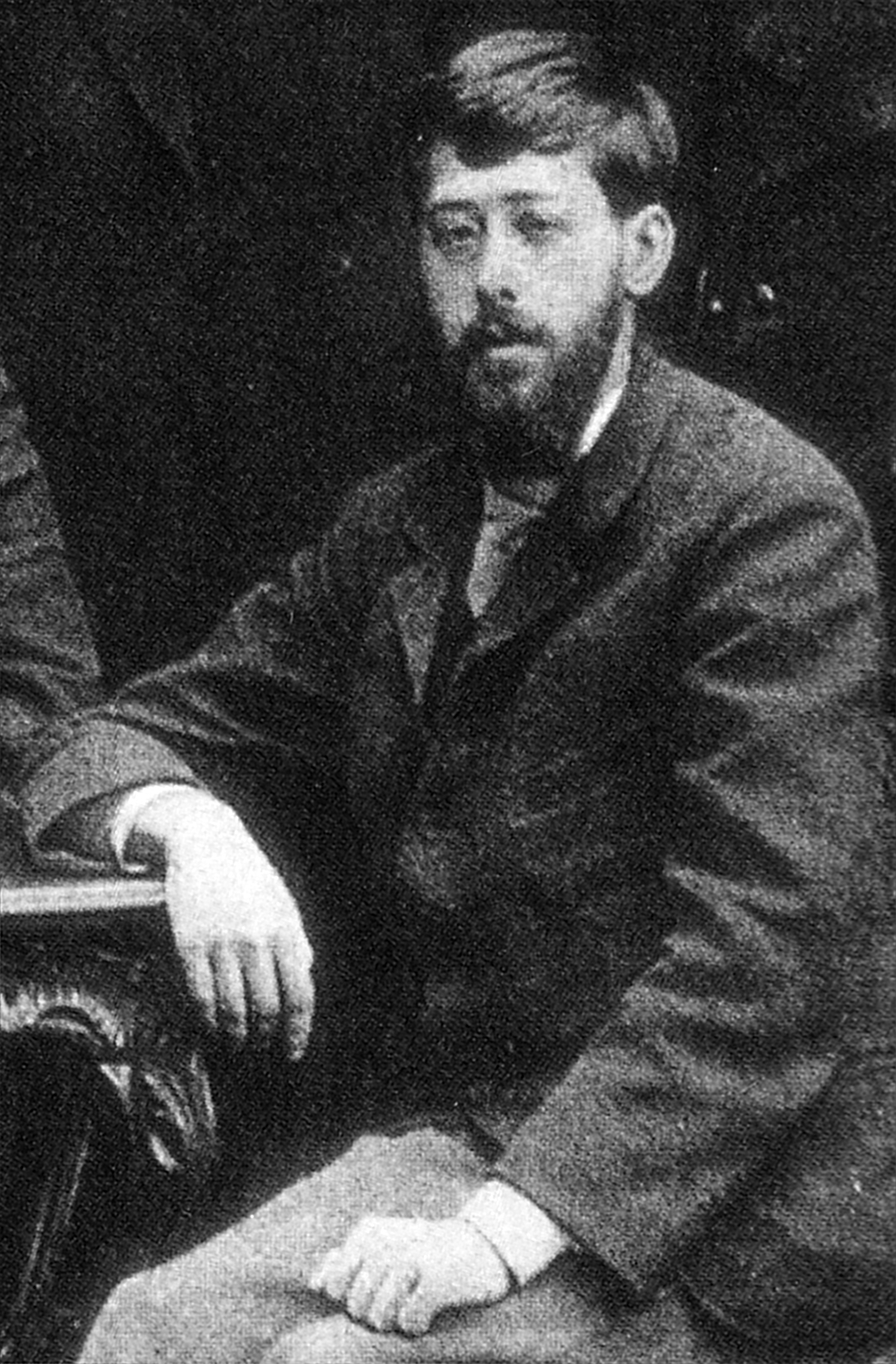
Лідер «меншовиків» Ю. О. Мартов. Фото 1897 р.

Наступним пунктом обговорення стало питання про редколегію газети «Іскра». Ленін розраховував обійняти в редколегії центральне місце, для чого спочатку планував укласти альянс з Мартовим. Ленін негласно запропонував Мартову скоротити склад редколегії з шести до трьох осіб, видаливши з її складу Аксельрода, Потресова і Засулич. В результаті, Ленін і Мартов могли б контролювати редколегію не зважаючи на Георгія Плеханова, якого Ленін вважав своїм основним політичним конкурентом . Мартов на угоду не пішов, тоді Ленін запропонував Плеханову союз проти Мартова і заручився його згодою.

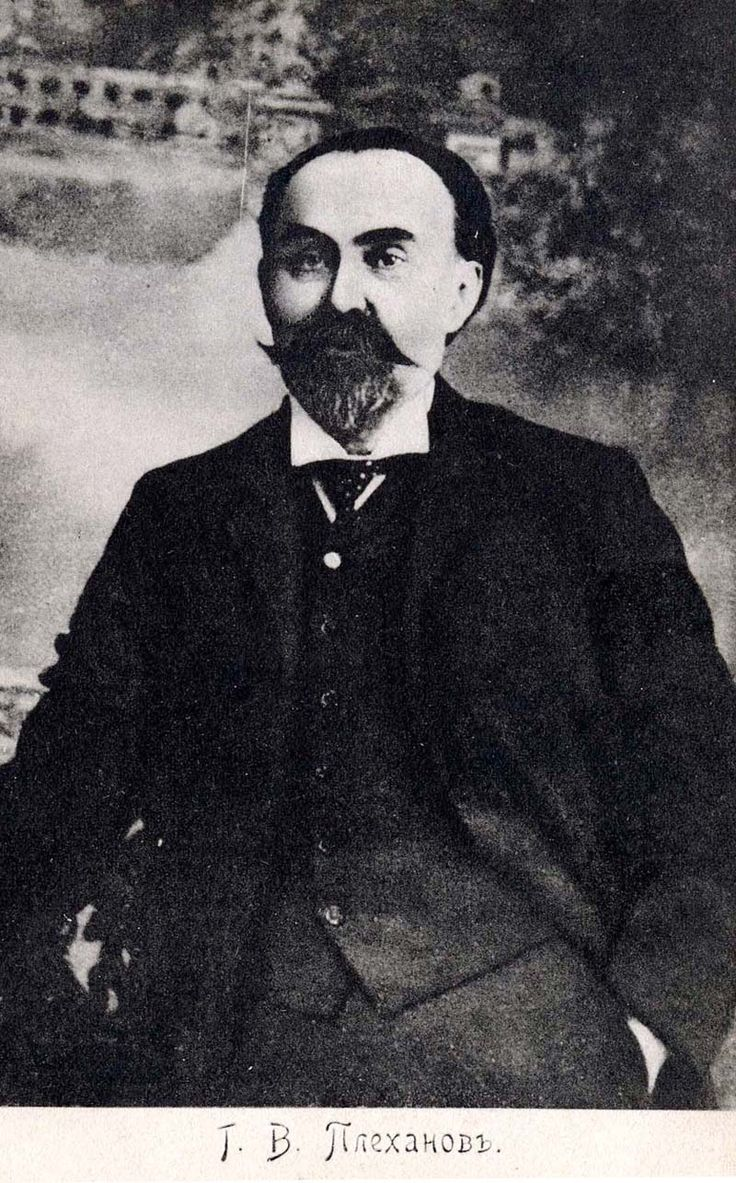
Один із засновників РСДРП Г. В. Плеханов

До моменту голосування склад з'їзду змінився: бундівці і «економісти», — потенційні прихильники Мартова, — покинули з'їзд в знак протесту, тому на момент голосування більшість в залі складали прихильники Леніна. В результаті, з'їзд прийняв варіант Леніна і Плеханова: роль ідейного керівництва відводилася редколегії «Іскри» (т. зв. Центральний орган, ЦО), що складалася з трьох осіб: Леніна, Мартова і Плеханова; для вирішення оргпитань створювався Центральний комітет (ЦК) також з трьох осіб; для вирішення можливих конфліктів між редколегією і ЦК засновувався Рада партії з п'яти чоловік, до складу якого входили представники обох органів. Саме після перемоги в цьому голосуванні Ленін придумав для своєї фракції назву «більшовики», Мартов став називати своїх прихильників «меншовиками»  . Ці назви закріпилися на всі наступні роки.
Розкол партії в Росії зустріли несхвально. Як вказує Роберт Сервіс, поділ щойно створеної партії на дві фракції призвів російських марксистів до шокового стану  . Багато товаришів по партії вважали, що Ленін втратив почуття міри і закликали його припинити конфлікт з «меншовиками».
Скандал в керівництві — Ленін виходить з «Іскри»
Незабаром після з'їзду в Лондоні відбулось засідання «Закордонної ліги російської революційної соціал-демократії» (жовтень 1903 р. Женева). На засіданні Ленін зазнав різкої критики з боку товаришів по партії за некоректну поведінку на з'їзді. Зокрема, Ю. О. Мартов висловив обурення закулісною змовою Леніна з Плехановим. У відповідь Плеханов заявив про свою готовність вийти з редколегії «Іскри», щоб покласти край чварам. Ленін також оголосив, що виходить не тільки зі складу редколегії, а й з Ради партії і демонстративно покинув зал засідань  .
Кооптація
Ленін невдовзі пошкодував про свій емоційний вчинок і вирішив повернутися на керівні позиції, використовуючи практику «кооптації» в ЦК. Він повідомив про своє бажання увійти в ЦК свого давнього друга і члена ЦК Г. М. Кржижановського, як тільки той повернувся в Женеву з Росії у листопаді 1903. Якщо на з'їзді в ЦК було обрано лише троє, то вже в кінці вересня туди були кооптовані, тобто включені без виборів чотири прихильника Леніна: Гусаров, Землячка, Красін і Ессен. У листопаді розширений ЦК, в свою чергу, кооптує до свого складу Леніна і висуває його до складу Ради партії. Таким чином, вже до середини листопада 1903 році в ЦК входили вже дев'ять осіб: Л. Є. Гальперін, Ф. В. Гусаров, Р. С. Землячка, Л. Б. Красін, Г. М. Кржижановський, Ф. В . Ленгнік, В. І. Ленін, В. А. Носков і М. М. Ессен. Всі вони були «більшовиками». Таким чином, за допомогою ряду політичних маневрів, вже до кінця 1903 Ленін знову зайняв місце у вищому керівництві РСДРП.
Конфлікт з ЦК
Конфліктність Леніна ставала все більш серйозною перешкодою в загальній роботі. Настав момент, коли на необхідність примирення з меншовиками Леніну вказав ЦК, що складався з його ж прихильників-більшовиків. Незабаром після кооптації Леніна в ЦК його старий друг Г. М. Кржижановський запропонував вивести зі складу Ради партії ленінця Гальперіна і замінити його на кого-небудь з фракції Мартова, вказавши Леніну на те, що його, Леніна, сепаратизм йде на шкоду справі; Кржижановський звинуватив Леніна в егоцентризмі і непримиренності. До весни 1904 з восьми членів ЦК (всі вони були більшовиками) Леніна підтримали тільки два. Крім того, більшість членів ЦК знаходилося в Росії і вони вважали, що Леніну також слід повернутися в Росію і керувати роботою на місці.
У травні в Женеву з Росії приїхав член ЦК В. О. Носков і від імені ЦК наказав Леніну підкоритися партійній дисципліні. Зокрема, Носков заборонив Леніну займатися організацією нового з'їзду партії, оскільки ЦК прагнув до консолідації сил і побоювався, що новий з'їзд лише посилить розкол . Носков також намагався запобігти публікації різко антименьшовистської роботи Леніна «Крок вперед, два кроки назад», але йому це не вдалося.
На IV з'їзді РСДРП у 1906 році організаційна єдність партії було тимчасово відновлена. На V з'їзді (1907) був обраний Центральний комітет, який через розбіжності між більшовиками і меншовиками виявився непрацездатним, і керівництво більшовицькими організаціями партії взяв на себе Більшовицький центр на чолі з В. І. Леніним, створений під час з'їзду делегатами-більшовиками на одній зі своїх фракційних нарад.
Влітку 1905 року кількість більшовиків становила 14 тис., На весну 1907 року — 60 тис.

### 1907—1917
Час між російськими революціями (1907—1917) пройшов в гострій міжфракційній боротьби всередині РСДРП. Існує думка, що ця боротьба за владу, в центрі якої знаходився В. І. Ленін, завдала істотної шкоди авторитету партії. Як вказує Роберт Сервіс  :
З Леніним було важко порозумітися, так як він був непримиренним розкольником, а на розколи йшов з легкістю, тому, що тільки свої ідеї вважав абсолютно корисними і найбільш підходящими для справи революції.
Як вказує Сервіс, Максим Горький, який симпатизував більшовикам, вважав, що вчинками Леніна рухає марнославство, меншовики ж звинувачували Леніна в манії величі .
У січні 1910 року, відбувся Паризький пленум ЦК РСДРП, на якому Ленін і його прихильники зазнали тяжкої поразки. Були анульовані всі виграші, отримані ленінцями в результаті довгих міжфракційних інтриг: був закритий напівофіційний Більшовицький центр; закритий щомісячник «Пролетарій», що знаходився під контролем Леніна; була створена Російська колегія, якій передавалися повноваження керівництва від імені ЦК на території Росії; група Леніна втратила контроль над грошима, отриманими за «спадщину Шміта»  . Таким чином, вплив Леніна було обмежено колом його послідовників з більшовицької фракції  .
На VI (Празькій) конференції РСДРП, що відбулася 18-30 (5-17) січня 1912 р. були представлені майже виключно прихильники Леніна.

### Березень— листопад 1917
Після Лютневої революції 1917 року, на VII (квітневій) конференції РСДРП фракція більшовиків підтримала висунуті В. І. Леніним «Квітневі тези» і фактично виокремилася у самостійну партію, хоча назву партії — РСДРП змінено не було. Для позначення партії використовувалося поширена назва — більшовики. На відміну від більшовиків, меншовики підтримали Тимчасовий уряд.
Якщо у лютому 1917 року чисельність більшовиків становила лише 24 тис., то на кінець квітня 1917 року, під час проведення VII (квітневої) конференції РСДРП вона виросла до 80 тис., а на період VI з'їзду РСДРП (липень 1917 року) — до 240 тис. членів.

### Після листопада 1917
Після Жовтневої революції на VII з'їзді РСДРП, що проходив 6-8 березня 1918 року, РСДРП була перейменована в Російську комуністичну партію (більшовиків) (РКП (б)). На період VII з'їзду РКП (б) налічувала 169 200 членів.
У 1925 році назва була змінена на Всесоюзна комуністична партія (більшовиків) (ВКП (б)), а в 1952 році — на Комуністична партія Радянського Союзу (КПРС).
Що стосується назви партії, то ні на VII конференції РСДРП (б) 1917 року, ні на VI з'їзді РСДРП (б) (липень — серпень 1917) питання про зміну назви партії не розглядалося. VII з'їзд партії Я. М. Свердлов відкрив словами: «За дорученням ЦК РСДРП оголошую засідання VII з'їзду партії відкритим», тобто на момент початку з'їзду офіційним скороченою назвою партії було «РСДРП» (в стенограмі VII з'їзду і текстах його документів абревіатура РСДРП (б) не зустрічається; вона використовується тільки в текстах пізнішого походження, в тому числі в заголовках документів з'їзду, даних ним згодом). У прийнятій 8 березня 1918 р. резолюції VII з'їзду РКП (б) «Про зміну назви партії …» сказано: «З'їзд постановляє іменувати надалі нашу партію (Російську соціал-демократичну робітничу партію більшовиків) Російської комуністичної партією з додаванням в дужках 'більшовиків». Таким чином, до VII з'їзду більшовицька партія повністю офіційно називалася «Російської соціал-демократичною робітничою партією більшовиків» (скорочено РСДРП), а після нього — «Російською комуністичною партією (більшовиків)», скорочено РКП (б). Повсюдно використовувана абревіатура «РСДРП (б)» виникла пізніше і носила напівофіційний характер.